# Medalhistas olímpicos do softbol
Segue abaixo a lista completa das medalhistas olímpicas do softbol:

## Feminino

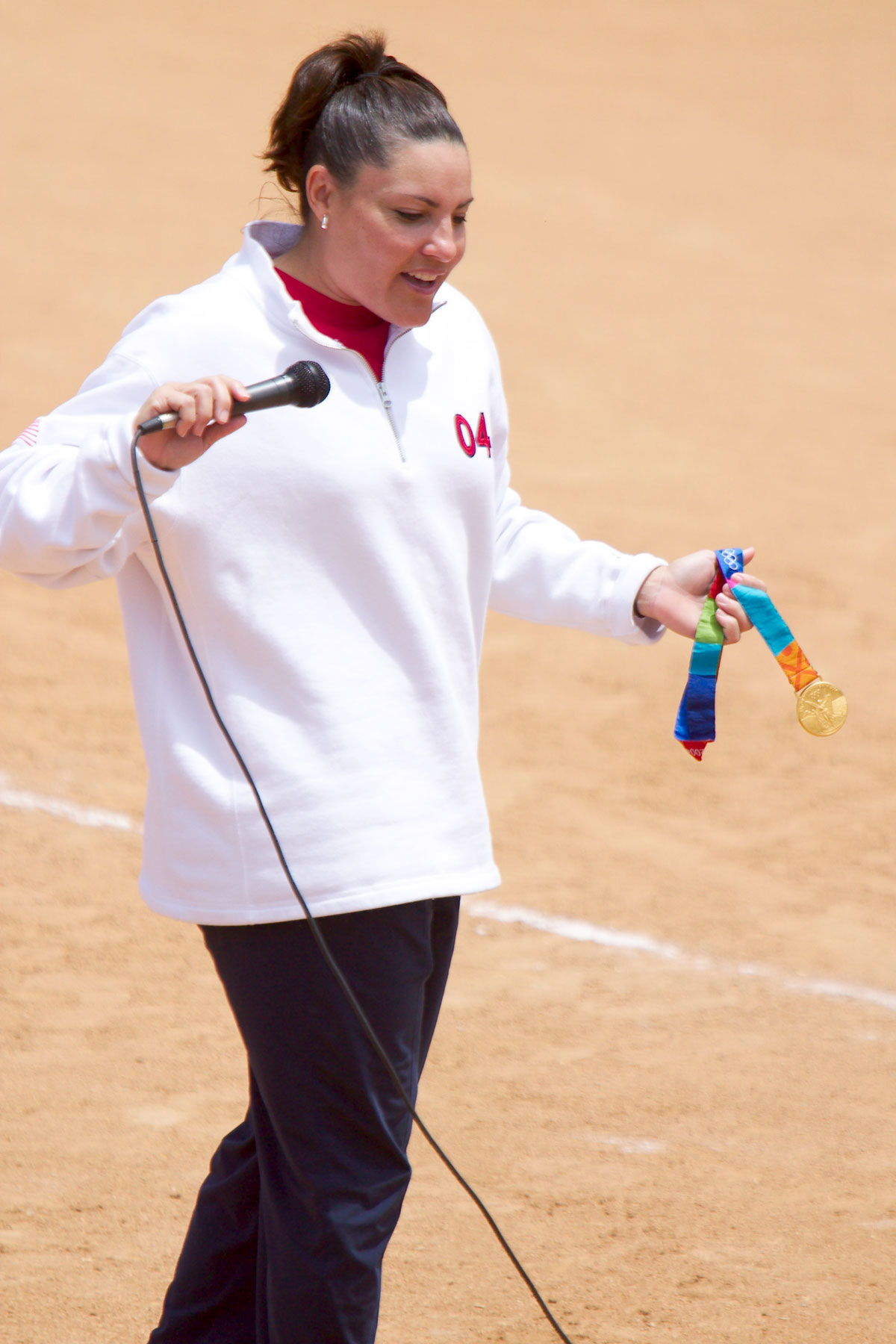
Lisa Fernandez fez parte da equipe estadunidense tricampeã olímpica no softbol.

| Evento                  | Ouro | Prata | Bronze |
| ----------------------- | --- | --- | --- |
| Atlanta 1996 (detalhes) | Laura Berg Gillian Boxx Sheila Cornell Lisa Fernandez Michele Granger Lori Harrigan Dionna Harris Kim Maher Leah O'Brien Dot Richardson Julie Smith Michele Smith Shelly Stokes Danielle Tyler Christa Lee Williams USA Estados Unidos                           | An Zhongxin Chen Hong He Liping Lei Li Liu Xuqing Liu Yaju Ma Ying Ou Jingbai Tao Hua Wang Lihong Wang Ying Wei Qiang Xu Jian Yan Fang Zhang Chunfang CHN China                                                                            | Joanne Brown Kim Cooper Carolyn Crudgington Kerry Dienelt Peta Edebone Tanya Harding Jennifer Holliday Jocelyn Lester Sally McDermid Francine McRae Haylea Petrie Nicole Richardson Melanie Roche Natalie Ward Brooke Wilkins AUS Austrália  |
| Sydney 2000 (detalhes)  | Laura Berg Lisa Fernandez Lori Harrigan Michele Smith Christie Ambrosi Jennifer Brundage Crystl Bustos Sheila Cornell Danielle Henderson Jennifer McFalls Stacey Nuveman Leah O'Brien Dot Richardson Michelle Venturella Christa Lee Williams USA Estados Unidos | Misako Ando Yumiko Fujii Taeko Ishikawa Kazue Ito Yoshimi Kobayashi Shiori Koseki Mariko Masubuchi Naomi Matsumoto Emi Naito Haruka Saito Juri Takayama Hiroko Tamoto Reika Utsugi Miyo Yamada Noriko Yamaji JPN Japão                     | Sandra Allen Joanne Brown Kerry Dienelt Peta Edebone Sue Fairhurst Selina Follas Fiona Hanes Kelly Hardie Tanya Harding Sally McDermid Simmone Morrow Melanie Roche Natalie Titcume Natalie Ward Brooke Wilkins AUS Austrália                |
| Atenas 2004 (detalhes)  | Leah Amico Laura Berg Crystl Bustos Lisa Fernandez Jennie Finch Tairia Flowers Amanda Freed Lori Harrigan Lovieanne Jung Kelly Kretschman Jessica Mendoza Stacey Nuveman Cat Osterman Jenny Topping Natasha Watley USA Estados Unidos                            | Sandra Allen Marissa Carpadios Fiona Crawford Amanda Doman Peta Edebone Tanya Harding Natalie Hodgskin Simmone Morrow Tracey Mosley Stacey Porter Melanie Roche Natalie Titcume Natalie Ward Brooke Wilkins Kerry Wyborn AUS Austrália     | Emi Inui Kazue Ito Yumi Iwabuchi Masumi Mishina Emi Naito Haruka Saito Hiroko Sakai Naoko Sakamoto Rie Sato Yuki Sato Juri Takayama Yukiko Ueno Reika Utsugi Eri Yamada Noriko Yamaji JPN Japão                                              |
| Pequim 2008 (detalhes)  | Naho Emoto Motoko Fujimoto Megu Hirose Emi Inui Sachiko Ito Ayumi Karino Satoko Mabuchi Yukiyo Mine Masumi Mishina Rei Nishiyama Hiroko Sakai Rie Sato Mika Someya Yukiko Ueno Eri Yamada JPN Japão                                                              | Monica Abbott Stacey Nuveman Crystl Bustos Jennie Finch Laura Berg Lauren Lappin Lovieanne Jung Cat Osterman Tairia Flowers Andrea Duran Jessica Mendoza Victoria Galindo Kelly Kretschman Caitlin Lowe Natasha Watley USA Estados Unidos  | Jodie Bowering Kylie Cronk Kelly Hardie Tanya Harding Sandy Lewis Simmone Morrow Tracey Mosley Stacey Porter Melanie Roche Justine Smethurst Danielle Stewart Natalie Titcume Natalie Ward Belinda Wright Kerry Wyborn AUS Austrália         |
| Tóquio 2020 (detalhes)  | Yukiyo Mine Saki Yamazaki Yuka Ichiguchi Yu Yamamoto Nodoka Harada Sayaka Mori Hitomi Kawabata Eri Yamada Mana Atsumi Minori Naito Yamato Fujita Yukiko Ueno Nayu Kiyohara Haruka Agatsuma Miu Goto JPN Japão                                                    | Aubree Munro Ali Aguilar Ally Carda Amanda Chidester Kelsey Stewart Haylie McCleney Janie Reed Monica Abbott Michelle Moultrie Valerie Arioto Rachel Garcia Dejah Mulipola Cat Osterman Bubba Nickles Delaney Spaulding USA Estados Unidos | Kelsey Harshman Natalie Wideman Erika Polidori Joey Lye Jennifer Salling Victoria Hayward Janet Leung Danielle Lawrie Sara Groenewegen Emma Entzminger Jennifer Gilbert Larissa Franklin Jenna Caira Lauren Regula Kaleigh Rafter CAN Canadá |